# John Bonham-Carter (1788-1838)
Pour les articles homonymes, voir John Bonham-Carter (1817-1884) et Bonham-Carter.
John Bonham-Carter (22 septembre 1788 - 17 février 1838) est un homme politique et avocat britannique.

## Jeunesse
Il est né le 22 septembre 1788 dans «l'oligarchie whig qui dominait la corporation de Portsmouth». Il est le fils de Dorothy Cuthbert Carter et de Sir John Carter (1741-1808), qui est maire de Portsmouth. Son grand-père paternel est le marchand John Carter et son grand-père maternel est George Cuthbert de Portsmouth.
Il fait ses études dans les écoles de Miss Whishaw et de M. Forester à Portsmouth, puis à l'Unitarian Academy à Cheshunt, Hertfordshire en 1800, puis à Higham Hill à Walthamstow, Essex en 1801. Il est diplômé du Trinity College de Cambridge en 1806 .
En 1827, il change son nom en Bonham-Carter pour hériter de son cousin Thomas Bonham .
Bonham-Carter est juge de paix et sous-lieutenant. Il est haut shérif du Hampshire en 1829 et député whig de Portsmouth de 1816 à 1838 .

## Vie privée
Le 25 décembre 1816, il épouse Joanna Maria Smith (1792–1884), fille de l'abolitionniste William Smith. La sœur de Joanna, Frances, est la mère de Florence Nightingale, et son frère Benjamin est le père de Barbara Bodichon et Benjamin Leigh Smith. Ensemble, John et Joanna sont les parents de plusieurs enfants, dont :
- John Bonham-Carter (1817–1884), qui épouse Mary Baring, fille de Francis Baring (1er baron Northbrook).
- Joanna Hilary Bonham Carter (1821-1865), qui est artiste et amie de la journaliste politique Harriet Martineau. Ses portraits sont conservés à la National Portrait Gallery [4],[5]
- Alfred Bonham Carter (1825–1910), qui a épouse Mary Henrietta Norman.
- Henry Bonham Carter (1827-1921), marié à Sibella Charlotte Norman
- Alice Bonham Carter (1828-1912)
- Hugh Bonham Carter (1832-1896), a épouse Jane Margaret McDonald (décédée en 1911)
- Elinor Mary Bonham Carter (1837-1923), qui épouse le juriste Albert Venn Dicey, le frère de l'auteur Edward Dicey (en) et le cousin de Sir Leslie Stephen (père de Virginia Woolf et Vanessa Bell) et du juge James Fitzjames Stephen.

Bonham-Carter est décédé le 17 février 1838 .